# Państwowe Zakłady Lotnicze
De Państwowe Zakłady Lotnicze, vaak afgekort tot PZL, was een Poolse vliegtuigfabrikant dat jachtvliegtuigen ontwikkelde en bouwde voor de Luchtmacht van de Poolse Republiek. De hoogtijdagen beleefde het bedrijf vlak voor en tijdens het begin van de Tweede Wereldoorlog. Na de Poolse Veldtocht werd het staatsbedrijf opgeheven.
De communistische naoorlogse regering wou alle banden breken met het vooroorlogse Polen en noemde de nieuwe staatsvliegtuigfabrieken Wytwórnia Sprzętu Komunikacyjnego (WSK).

## Vliegtuigen
- PZL P.1
- PZL Ł.2
- PZL.4
- PZL.5
- PZL P.6
- PZL P.7
- PZL P.11
- PZL.19
- PZL.23 Karaś

- PZL P.24
- PZL.26
- PZL.27
- PZL.30 Żubr
- PZL.37 Łoś
- PZL.38 Wilk
- PZL.43
- PZL.44 Wicher
- PZL.45 Sokół

- PZL.46 Sum
- PZL.48 Lampart
- PZL.49 Miś
- PZL.50 Jastrząb
- PZL.53 Jastrząb II
- PZL.54 Ryś
- PZL.55
- PZL.56 Kania